# Salmo 51
Il Salmo 51 (numerazione greca e Vulgata: salmo 50) è ritenuto uno dei principali componimenti del libro biblico dei Salmi. Ha influenzato la teologia di Agostino e di Lutero, oltre a essere stato fonte di ispirazione di innumerevoli composizioni musicali.
Viene sovente chiamato Miserere dal titolo riportato dalla traduzione latina ed è un salmo penitenziale perché in esso il peccatore esprime il suo pentimento ed invoca la misericordia divina. 
Nella lingua popolare espressioni come "È al Miserere", "Gli si può cantare il Miserere" si riferiscono a una persona in fin di vita, e si spiegano col fatto che le preghiere di veglia per i defunti comprendevano appunto la recitazione del Salmo 51 (50).

## Composizione
Il salmo è preceduto da una sovrascritta rabbinica che lo colloca in un momento particolare della vita di Davide, il re che con le sue grandezze e contraddizioni è come un caleidoscopio dell'intera umanità. Egli aveva tradito e mandato a morire in guerra Uria l'Ittita, marito di Betsabea, e il profeta Natan era stato inviato da YHWH ad accusarlo per la sua colpa di adulterio e omicidio. Secondo gli studiosi anche se potrebbe esserci "un nucleo davidico nella confessione iniziale è però certo che il salmo attuale riflette la teologia di almeno cinque secoli dopo (VI secolo a.C.)"

## Usi liturgici
Il canto del Miserere è inserito nelle celebrazioni della Settimana Santa, in particolare nell'Ufficio delle Tenebre. 
Inoltre viene spesso cantato durante le Processioni che si svolgono il Venerdì santo. Tra gli esempi vi è l'antica Processione del Venerdì santo di Chieti, durante la quale il coro dell'Arciconfraternita del Sacro Monte dei Morti intona la versione del canto musicata dal compositore teatino Saverio Selecchy.
Anche a Sessa Aurunca e Latera (Provincia di Viterbo) durante la Settimana Santa c'è questo rito che si tramanda di generazione in generazione oralmente.
Da menzionare anche la versione di voci polifoniche che accompagna le processioni del Venerdì Santo di Vico del Gargano. Giovanna Marini, la più grande folk singer italiana, lo descrive così in un suo libro: "...partita la processione, il primo gruppo intona il Miserere e così il secondo... sfilano tutti con queste voci tuonanti di maschi forti, l'effetto è sconvolgente, ci mettiamo tutti a piangere, i battimenti sono troppi non si regge ad un'emozione così forte. Singhiozzando faccio il numero di telefono di Patrizia Bovi perché anche lei senta che cosa straordinaria sia questo Miserere di Vico".
Il canto del miserere è parte integrante nella "Processione del Cristo Morto" di Gubbio (Perugia), di cui è depositaria la Confraternita della chiesa di Santa Croce della foce, che dal medioevo vede sfilare tra le vie della città i simboli della Passione. I cantori divisi in due cori, del Cristo e della Madonna, accompagnano le due statue lignee con il canto delle strofe del salmo, tramandando oralmente una tradizione secolare.
Anche a Sulmona (L'Aquila) la processione del Cristo morto, organizzata dall'Arciconfraternita della SS. Trinità, è accompagnata da un maestoso coro di oltre 100 cantori che intonano le note del Miserere composto dai maestri Barcone, Scotti e Galli.
Molto suggestiva è anche la versione detta "gregoriana" intonata dal coro del Miserere che accompagna le processioni "rosse" ( dal colore del saio, che è appunto di colore rosso, unico fra le processioni della penisola sorrentina) del Giovedì e Venerdì Santo dell'Arciconfraternita della Santissima Trinità dei pellegrini e convalescenti di Piano di Sorrento (Provincia di Napoli); ricostituito nel 1990 grazie all'opera e all'impegno dei maestri Gaetano Pollio e Pino Russo è formato da circa 100 cantori divisi in 4 voci.

## Testi
| Testo italiano | Testo latino |
| --- | --- |
| Pietà di me, o Dio, secondo la tua misericordia; nella tua grande bontà cancella il mio peccato. Lavami da tutte le mie colpe, mondami dal mio peccato.                                                                                   | Miserère mei, Deus, secùndum magnam misericòrdiam tuam. Et secùndum multitùdinem miseratiònum tuàrum, dele iniquitàtem meam. Àmplius lava me ab iniquitàte mea, et a peccàto meo munda me.                                                            |
| Le mie colpe io le riconosco, il mio peccato mi sta sempre dinanzi. Contro di Te, contro Te solo ho mancato, quello che è male ai Tuoi occhi io l'ho fatto; perciò sei giusto quando parli, retto nei Tuoi giudizi.                       | Quòniam iniquitàtem meam ego cognòsco, et peccàtum meum contra me est semper. Tibi soli peccàvi, et malum coram te feci, ut justificèris in sermònibus tuis, et vincas cum judicàris.                                                                 |
| Ecco, io sono stato generato nella colpa, nel peccato mi ha concepito mia madre. Ma Tu vuoi la sincerità del cuore, e nell'intimo m'insegni la sapienza. Purificami con issòpo e sarò mondato; lavami e sarò bianco ancor più della neve. | Ecce enim in iniquitàtibus concèptus sum, et in peccàtis concèpit me mater mea. Ecce enim veritàtem dilexìsti: incèrta et occùlta sapièntiae tuae manifestàsti mihi. Aspèrges me, Dòmine, hyssòpo, et mundàbor; lavàbis me, et super nivem dealbàbor. |
| Fammi sentire letizia e gioia, esulteranno le ossa che hai spezzato. Distogli il Tuo sguardo da ogni mio peccato, cancella tutte le mie colpe. Crea in me un cuore puro, o Dio, rinnova in me uno spirito saldo.                          | Audìtui meo dabis gàudium et laetìtiam, et exsultàbunt ossa humiliàta. Avèrte fàciem tuam a peccàtis meis, et omnes iniquitàtes meas dele. Cor mundum crea in me, Deus, et spìritum rectum ìnnova in viscèribus meis.                                 |
| Non respingermi dalla Tua presenza e non privarmi del Tuo santo Spirito. Rendimi la gioia di essere salvato, e lo spirito generoso mi sostenga.                                                                                           | Ne proìcias me a fàcie tua, et Spìritum sanctum tuum ne àuferas a me. Redde mihi laetìtiam salutàris tui, et spìritu principàli confìrma me. |
| Insegnerò le Tue vie agli erranti, i peccatori a Te torneranno. Liberami dal sangue, Dio, Dio mia salvezza, e la mia lingua esalterà la Tua giustizia. Signore, apri le mie labbra, e la mia bocca proclami la Tua lode;                  | Docèbo inìquos vias tuas, et ìmpii ad te convertèntur. Lìbera me de sanguìnibus, Deus, Deus salùtis meae: et exsultàbit lìngua mea justìtiam tuam. Dòmine, làbia mea apèries, et os meum annuntiàbit làudem tuam.                                     |
| poiché il sacrificio Tu non gradisci, e, se io offro olocausti, non li accetti. Uno spirito contrito è sacrificio a Dio, un cuore affranto e umiliato, tu, o Dio, non disprezzerai.                                                       | Quòniam, si voluìsses sacrifìcium, dedìssem ùtique: holocàustis, si òffero, non delectàberis. Sacrifìcium Deo spìritus contribulàtus: cor contrìtum et humiliàtum, Deus, non despìcies.                                                               |
| Nel Tuo amore fai grazia a Sion, le mura rialza di Gerusalemme. I sacrifici prescritti allora gradirai, l'olocausto e l'intera oblazione: allora immoleranno vittime sul Tuo altare.                                                      | Benìgne fac, Dòmine, in bona voluntàte tua Sion, ut aedificèntur muri Jerùsalem. Tunc acceptàbis sacrifìcium justìtiae, oblatiònes et holocàusta; tunc impònent super altàre tuum vìtulos.                                                            |

## Nell'arte e nella musica

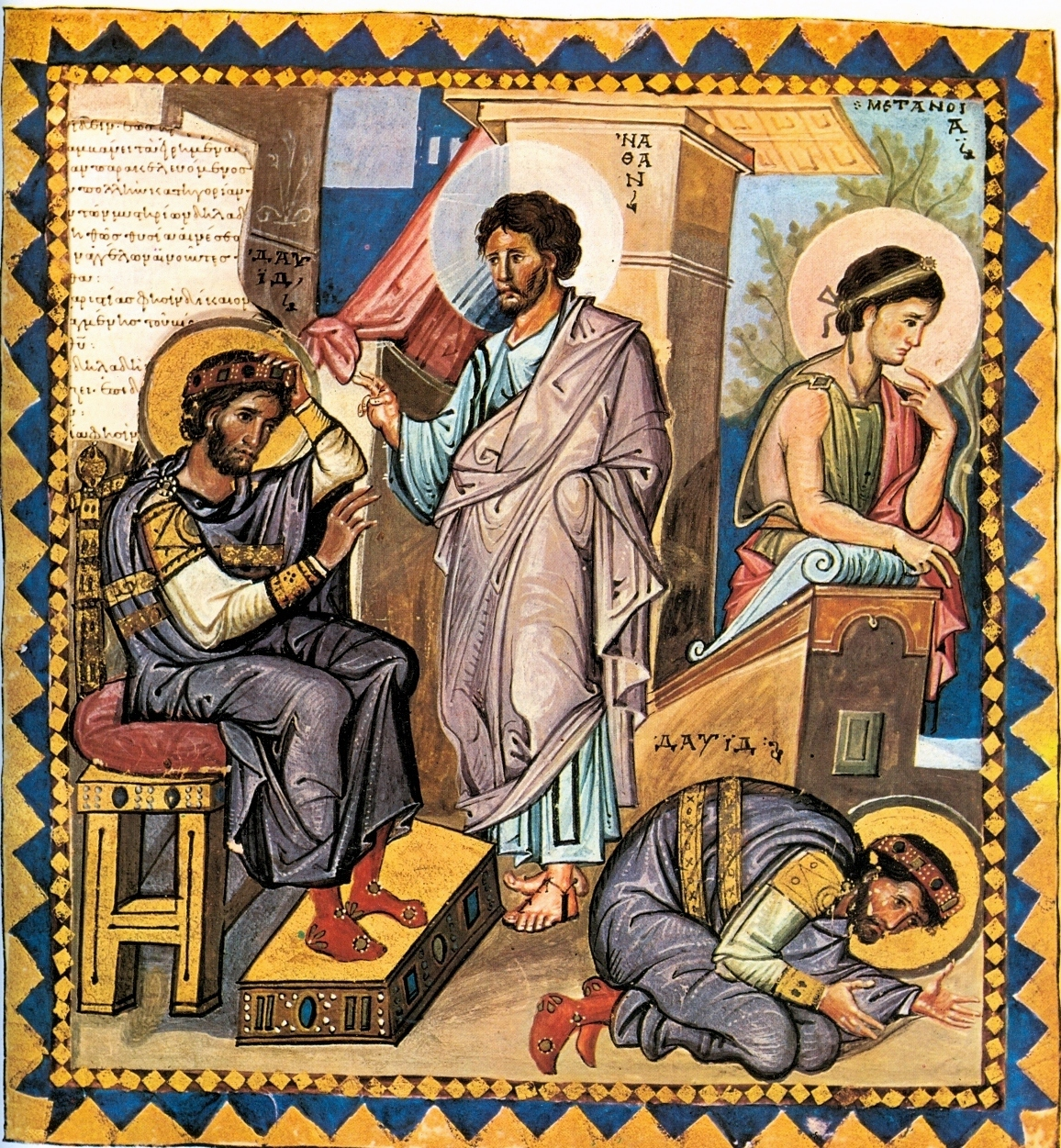
Davide redarguito da Natan si pente del suo peccato

Miserere di me, intima Dante a Virgilio nel primo canto dell'Inferno (v. 65), quando intravede l'ombra della sua guida per la prima volta.
Anche Manzoni nei "Promessi Sposi", in particolare nel capitolo XXXVI, cita il Miserere che viene cantato alternativamente dalle donne che componevano la processione che si era deciso di fare per i guariti.
Esistono numerosissime versioni musicali del salmo, sia del testo completo che di parti. Fra i musicisti che ne hanno trattato in polifonia da ricordare Giovanni Martini, Josquin des Prez, Orlando di Lasso, Gregorio Allegri, Giovanni Pierluigi da Palestrina, Andrea Gabrieli, Giovanni Gabrieli, Carlo Gesualdo, Johann Adolf Hasse, Jan Dismas Zelenka, Wolfgang Amadeus Mozart, Johann Sebastian Bach (in tedesco, riprendendo la musica dello Stabat Mater di Pergolesi), Lorenzo Perosi, Michael Nyman, Arvo Pärt, Saverio Selecchy.
È anche il titolo degli album singolo omonimi di Zucchero Fornaciari, che canta in coppia con Luciano Pavarotti. Da ricordare anche il magnifico Miserere dal IV atto de Il Trovatore di Giuseppe Verdi, eseguito dal coro maschile a cappella, chiaramente con parole in italiano, che del salmo prendono solo l'incipit.
Tuttavia il più celebre è probabilmente il Miserere di Gregorio Allegri, custodito gelosamente in Vaticano per secoli e coperto addirittura dalla scomunica per chi lo avesse divulgato oltre le porte dei sacri palazzi. Lo stesso Mozart ne rimase talmente impressionato durante la sua visita a Roma che tentò di riprodurlo dopo averlo imparato a memoria.